# Sol Rodriguez

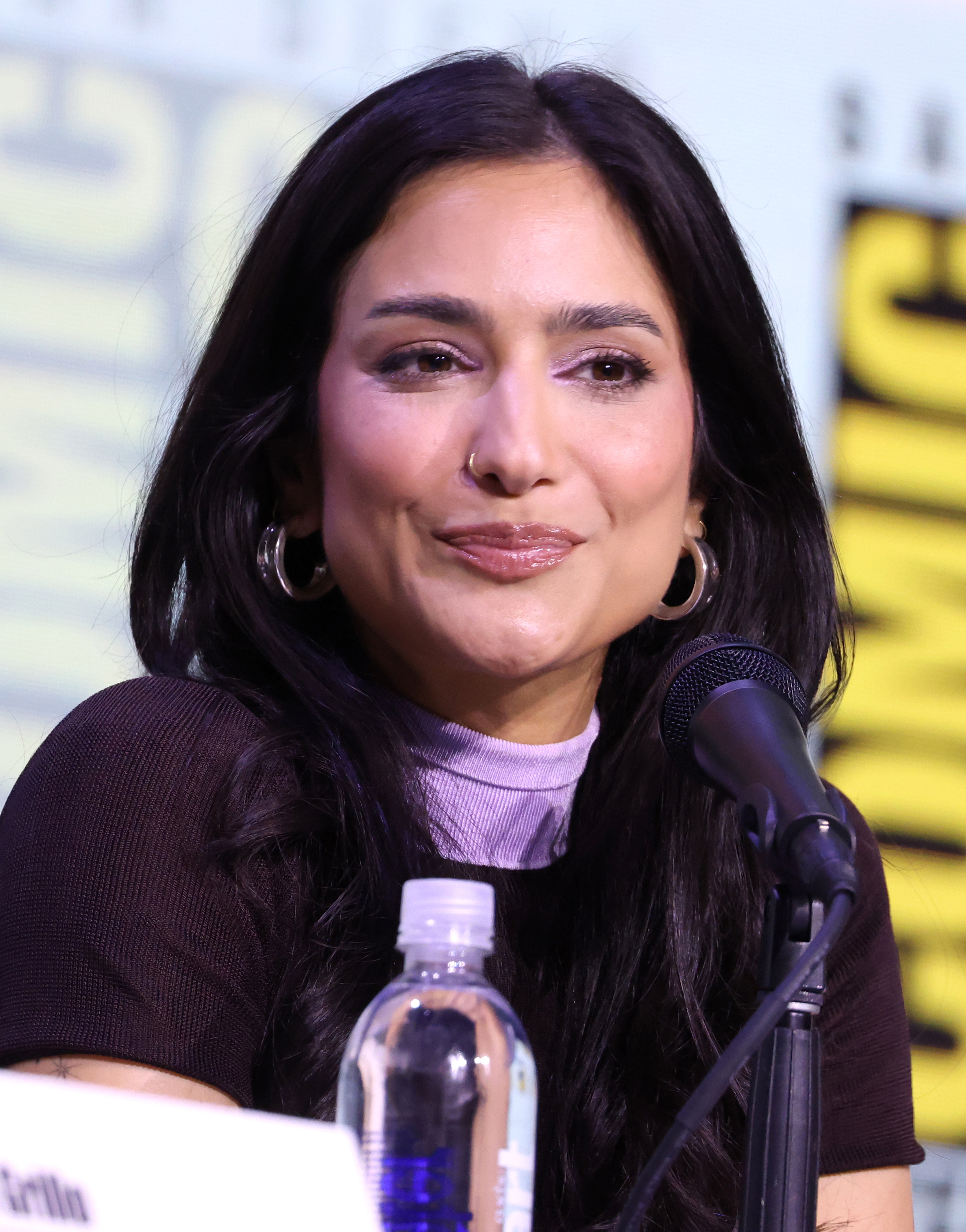
Sol Rodriguez (2025)

Sol Rodriguez (auch Sol Rodríguez geschrieben, * 17. April 1990 in Buenos Aires als María Soledad Rodríguez Belli) ist eine argentinisch-uruguayische Filmschauspielerin und Model.

## Leben
Rodriguez ist spanischer und italienischer Abstammung. Sie ist seit ihrem fünften Lebensjahr als Tänzerin tätig. Als Achtjährige zog sie mit ihrer Familie nach Guatemala. 2016 übersiedelte die Familie schließlich nach Miami, Florida. Dort wurde Sol Rodriguez Mitglied einer Girlgroup und trat in mehreren Werbespots auf. Ein Studium am Miami Dade College brach sie ab, nachdem sie einen Vertrag bei einer Talentagentur unterschrieben hatte.
2011 übernahm Rodriguez die Hauptrolle der Mercedes „Mecha Estévez“ in der von Nickelodeon produzierten spanischsprachigen Fantasy-Serie Grachi. Diese Rolle spielte sie bis 2013 in drei Staffeln mit insgesamt 205 Folgen. 2012 verkörperte sie diese Rolle außerdem in der Musical-Adaption Grachi: El Show en Vivo, die in mehreren mexikanischen und argentinischen Städten aufgeführt wurde. Zwischen 2013 und 2015 übernahm sie wiederkehrende Rollen in den beiden von Telemundo produzierten Telenovelas Marido en Alquiler und Tierra de Reyes sowie der von Venevisión und Univision produzierten Krimi-Telenovela Demente Criminal.
Seit 2016 tritt Rodriguez auch in englischsprachigen Produktionen auf. Sie übernahm 2016 eine Hauptrolle in der vierten Staffel der Dramedy-Serie Devious Maids – Schmutzige Geheimnisse sowie 2020 und 2022 wiederkehrende Nebenrollen in der Drama-Serie Party of Five sowie der Science-Fiction-Serie Star Trek: Picard.

## Filmografie
- 2011–2013: Grachi (Fernsehserie, 205 Folgen)
- 2013–2014: Marido en Alquiler (Fernsehserie, 74 Folgen)
- 2014–2015: Tierra de Reyes (Fernsehserie, 66 Folgen)
- 2015: Demente Criminal (Fernsehserie, 11 Folgen)
- 2016: Cartel (Kurzfilm)
- 2016: Devious Maids – Schmutzige Geheimnisse (Fernsehserie, 10 Folgen)
- 2016: Navy CIS (Fernsehserie, eine Folge)
- 2016: Urban Cowboy (Fernsehfilm)
- 2017: Bitch
- 2017: You're Gonna Miss Me
- 2017: Once Upon a Time in Venice
- 2017: Relatos de un sueño americano (Fernsehserie, eine Folge)
- 2018: Alone Together (Fernsehserie, eine Folge)
- 2018: Charlie Says
- 2018: The Dead Girls Detective Agency (Fernsehserie, eine Folge)
- 2020: Party of Five (Fernsehserie, 5 Folgen)
- 2022: Star Trek: Picard (Fernsehserie, 7 Folgen)
- 2023: Holiday in the Vineyards